# لباس تقليدي مغربي

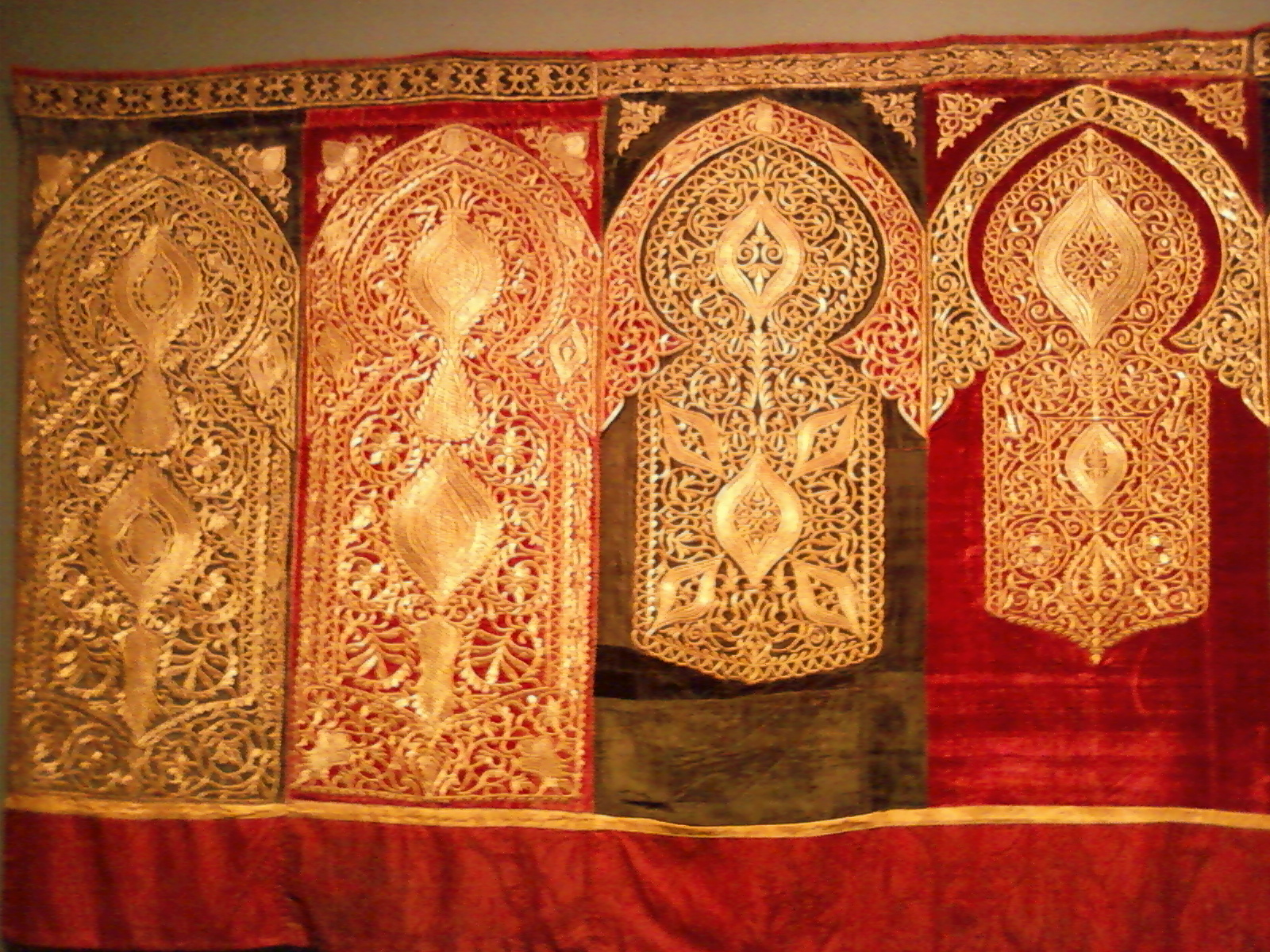
طرز النطع الفاسي في "الحايطي" ثوب الموبرا الذي يزين به المنازل المغربية في الحفلات

اللباس التقليدي المغربي هو مجموعة الألبسة التراثية والشعبية التي لا زال يحافظ عليها المغاربة منذ قرون، حيث يظهر جليا تشبثهم بمختلف الألبسة التقليدية خاصة في الأعراس والمناسبات الدينية شيوخا أو شبابا، ذكورا أو إناثا. ومما لا شك فيه أن الزي التقليدي جزء لا يتجزأ من التراث المغربي، والتراث واحد من المقومات اللازمة لتشييد الحضارة، فهو ضروري لتطوّر الحضارة، حيث إن الزي التقليدي أداة تعريف الأمم ورمز لتميزها وتفردها وهو خير شاهد على درجة وعيها وعلى تنوّع الحضارات المتعاقبة عليها.
ويعتز المغاربة بالقفطان المغربي كأحد رموز الثقافة الشعبية، ومهما تعددت أنواع الأثواب وجودتها تبقى للتكشيطة خاصيتها التي لا محيد عنها.
وتتميز الخياطة التقليدية للقفطان المغربي بانتمائها إلى مناطق مغربية مشهورة. فالخياطة الفاسية تتميز بأصالة عريقة تمزج بين أصالة الإتقان والخيوط «الصقلي» المترقرقة باللمعان. وهناك الخياطة الرباطية التي يطلق عليها أيضا الخياطة المخزنية، لأنها تجعل من الثوب قفطانا فضفاضا، كما كانت تلبسه نساء القصر في الماضي.
وأما الطرز المغربي فيعتبر من الفنون التي برع فيها المغاربة وتتميز كل مدينة بطرز معين ينسب لها. ومن أهم أنواع الطرز المغربي نجد: طرز النطع الفاسي وهو طرز بخيوط رقيقة من الذهب والفضة وينسج به قفطان النطع المغربي الشهير. وكذا طرز الحساب الفاسي، طرز الرقيم الرباطي، طرز التعريجة التطواني، الطرز الشاوني وطرز السبع الزموري.

## أصوله
أهم ما يميز اللباس التقليدي في المغرب هو التنوع الكبير الذي يستمده من الزخم والتنوعين الثقافي والجغرافي اللذان يميزان البلد برمته. فقد نهل الزي المغربي كما ثقافته على مد العصور من مختلف الثقافات اللتي مرت منه وخاصة تلك التي تعايشت فيه فالطابع الأمازيغي، العربي، الأندلسي، الصحراوي، الإسلامي وحتى اليهودي وغيرها لها بصمتها على اللباس المغربي.
يعتبر القفطان المغربي مثلا من أقدم الألبسة التقليدية، إذ يعود ظهوره إلى العصر الموحدي حيت كانت بفاس أكثر من ألف مشغل لنسيج وخياطة القفاطين، في عهد الدولة المرينية كانوا يبعتون لسلاطين العثمانيين هدايا قفاطين وكانوا يصدرونه إلى الأندلس كان ملك البرتغال مولع بالقفاطين المغربية بعدها انتشر في الأندلس، حسب بعض الباحثين، بفضل موسيقي «زرياب» العراقي في بداية القرن التاسع، حينما انتقل إلى الأندلس.

فيما يخص التقنية المعتمدة في حياكة الأزياء التقليدية المغربية فتعود أصولها تاريخيا إلى مبدأ بسيط يقوم على حياكة وثني قطعة ثوب واحدة بكيفية تجعلها لباسا متناسقا على قوام الجسم، وقد اشتهر الرومان قديما بهذه التقنية، إلا أن الصناع التقليديين المغاربة ظلوا يطورونها مع مرور القرون وحتى اليوم متشبثين في ذلك بأصالتها ومبدعين في ذات الوقت في تصميمها وتطريزها وملائمتها للأذواق المعاصرة لها.
- لباس تقليدي معروض في متحف تطوان : الشدة التطوانية
- لوحة لمغربية بالقفطان المغربي
- عروس مغربية من طنجة بالقفطان المغربي
- لوحة لمرأة مغربية من طنجة بالقفطان المغربي

## أنواع اللباس التقليدي الرجالي

### الجلابة (الجلباب)
هي لباس طويل يمتد حتى الكاحل ويتوفر على غطاء للرأس ما يسمونه المغاربة ب القُب، لون الجلابة الصيفية غالبا أبيض أو مزيج بين خطوط بيضاء وصفراء أو غيرها، أما الشتوية والتي يعتمد في حياكتها على أثواب صوفية فألوانها غالبا غامقة.

يلبس الرجال الجلابة في مناسبات مختلفة، أحيانا مع الطربوش المغربي الأحمر أو العمامة والخف الجلدي الأصفر المسمى ب«البلغة»، فبالإضافة إلى كونها لباس عرس بامتياز إذ يرتديها العريس المغربي ليلة الزفاف، يرتديها عامة الرجال أيضا عند خروجهم لأعمالهم أو للسوق أو للصلاة. وتختلف الجلابة من منطقة إلى أخرى بالمغرب فنجد الجلابة البزيوية بفاس وأزيلال والتي تعتبر من أجود أنواع الجلابة المغربية والجلابة الأمازيغية البيضاء والجلابة الوزانية نسبة إلى مدينة وزان المغربية التي تشتهر بحياكتها وتختلف عن باقي أخواتها في باقي جهات المغرب بالثوب والزواقة ومنها الصيفية والشتوية والجلابة الشمالية التي تكون قصيرة نوعا ما.
- الجلابة الفاسية : الجلابة البزيوية تلبس في المناسبات
- جلابة مغربية رجالية
- الجلابة الشتوية
- الطربوش المغربي يلبس مع الجلابة البزيوية

### الجابادور
يتكون من قطعتين ويكون على شكل قميص قصير بدون غطاء الرأس يمتد حتى الركبتين وسروال فضفاض

### القفطان المغربي الرجالي
هو بمثابة جلابة بدون غطاء الرأس، ويفوقها أيضا من حيث جودة الأثواب وكثرة ورونق التطريزات الحريرية ما يجعله يرتدى غالبا في الأعراس والحفلات. كان السلاطين المغاربة يرتدون القفطان المغربي لكن اليوم أصبح هذا اللباس مرتبط بالنساء المغربيات أكثر.

### الكندورة
الكندورة لباس ذو أكمام قصيرة وتكون فضفاضة وقصيرة ويرتدي الرجال الكندورة غالبا في الصيف.
- الكندورة المغربية

### السلهام الرجالي المغربي
السلهام المغربي، معطف طويل يضم غطاء رأس، وليس به أكمام. ويدخل ضمن اللباس الرسمي لمختلف الشرائح الاجتماعية في المغرب، خاصة قبائل الصحراء المغربية؛ وقد سماه الأندلسيون البرنص أو البرنوص واستعملوه في السفر، كما يُعد السلهام من الأزياء الأمازيغية القديمة في المغرب.

### الفوقية الرجالية
قميص طويل بأكمام بدون غطاء الرأس يرتديها الرجال غالبا تحت الجلابة.

### القشابة الجبلية
لباس تقليدي شهير في شمال المغرب، خصوصا في مدن شفشاون ووزان وطنجة وتطوان. فهو لباس مصنوع من الوبر والصوف وتختلف عن الجلباب بكونها قصيرة الطول ولا تتوفر على أكمام وتلقى رواجا في فصل الشتاء والبرد القارس.

### الجلابة الوزانية
تعتبر الجلابة الوزانية من أشهر الأزياء التي تجسد ارتباط المغاربة عموما، وساكنة مدينة وزان على وجه الخصوص، بالثقافة والهوية المغربية. تحدّى نسيجُها السنين، وقاوم كل التحديات، من خلال حرص الحرفيين بهذه المدينة على صون الخصائص التراثية لهذا النسيج، سواء من حيث التقنيات، أو من حيث المواد الخام المستخدمة في الإنتاج. وهذا ما منح الجلابة الوزانية شهرة كبيرة داخل المغرب وخارجه.

### الدراعة
هو لباس تقليدي مغربي خاص بجنوب المغرب في الصحراء المغربية وهو ثوب فضفاض له فتحتان واسعتان على الجنبين، خيط من أسفل طرفيه وله جيب على الصدر، وهي عادة ما تكون بأحد اللونين الأبيض أو الأزرق، ويلبس تحت «الدراعة» سروال فضفاض يقارب الشكل الحالي للسراويل التقليدية بالشمال المغربي ويخاط من سبعة أمتار تقريبا،
يتدلى حزامه إلى أن يلامس الأرض، ويسمى «لكشاط» ويصنع من الجلد الناعم به حلقة حديدية تسمى الحلكة، ويضع الصحراوي على رأسه اللثام الأسود، الذي يخضع لتفسيرات متباينة فمنهم من يعتقد بأنه يرمز للحياء، أو للوقاية من حرارة الشمس وقساوة البيئة. وفي بعض المناسبات قد يرادف الصحراوي دراعتان بيضاء وزرقاء في نفس الآن.

### البلغة
البلغة هي النعل التقليدي الجلدي الذي يرافق في غالب الأحيان باقي الملابس التقليدية، يكون عالبا أحادي اللون (أبيض أو أصفر أو أسود)، تصميمه بسيط حيث أنه حتى ولو تم تطريزه فإن ذلك يكون بشكل خفيف. هو نوعان إما أن تكون مقدمته حادة أو محدودبة فيكون بذلك أمازيغيا. ومنها أنواع كثيرة على حسب الجلود والزركشات المستعملة كالبلغة الفاسية والبلغة المراكشية والبلغة السوسية أو «ايدوكان» باللغة الأمازيغية.
- بلغة مغربية
- البلغة الامازيغية المغربية
- بلغة مغربية فاسية
- بلغة امازيغية من سوس

### سروال قندريسي
سروال قندريسة، وسبب التسمية هو أنه لما جاء المستعمر وجد المغاربة يلبسون هدا النوع من السراويل الذي كان يسمى السروال ببساطة، فأعجب به مستعمر فرنسي اسمه اندري Andre و أراد أن يصنعه في مدينة فاس، فأقام شركة في فاس تصنع هذا النوع من السراويل وكانت شركة مجهولة الاسم، فوضع على بابها لوحة كتب عليها Andre S A، إسمه إضافة إلى حرفيين يعنيان شركة مجهولة الاسم Societé Anonyme فأصبح الناس يقرؤون الكلمة andresa وكان التجار من الدار البيضاء والمدن الأخرى حينما يزورون فاس لاقتناء السراويل يسمعون هذه الكلمة فيعتقدون أن أهل فاس ينطقون القاف همزة وأن الكلمة الحقيقية هي «قندريسة»

## أنواع اللباس التقليدي النسائي

### الجلابة النسائية المغربية
الجلابة كانت في الأصل لباس مغربي رجالي حتى حولتها المرأة المغربية إلى لباس نسائي في بداية اربعينات القرن الماضي لمواكبة الرجال في سوق العمل وتطوير البلاد حيث تعتبر الجلابة النسائية بديلا أكثر عمليا من الحايك والملحفة وكانت تلبس مع اللثام وتسمى «القب الفاسي الواقف». الجلابة المغربية النسائية لباس طويل يمتد حتى الكاحل ويتوفر على غطاء للرأس أو «القب» وتختلف جلابة النساء عن جلابة الرجال بطريقة تطريزها وألوانها والاثواب المستعملة، وكانت النساء في الغالب لا يتأنقن كثيرٍا في الجلابة باعتبار أنهن يرتدينها فوق لباسهن للخروج وينزعنها بمجرد الوصول إلى مكان الحفل.

### القفطان المغربي
يعتبرالقفطان المغربي رمزا من رموز الهوية المغربية ويصنع من الأثواب الرفيعة أشهرها ثوب البروكار الفاسي المنسوج يدويا وخصيصا بفاس لأجل خياطة القفطان المغربي إضافة إلى ثوب المخمل وثوب جوهرة المغربي وأثواب الحرير وغيرها، ويمتد حتى الكاحل، ويتخذ شكل جلابة ذات كمين من غير غطاء رأس ولا طوق مفتوح من الأمام إما على طوله أو إلى منطقة الحزام تتوسطه منسوجات السفيفة والعقاد التي تعتبر من أهم مميزات القفطان المغربي ويتم تطريزه بأنواع عديدة من الطرز المغربي كطرز النطع الفاسي وهو طرز تستخدم فيه خيوط الذهب والفضة وأيضا طرز الرقيم أو الطرز الرباطي، طرز الحساب الفاسي طرز التعريجة التطوانية، الطرز الشفشاوني والطرز الزموري.

القفطان المغربي لم يقتصر على كونه قطعة لباس تقليدي مغربي في خزانة ملابس المغربيات في المناسبات والأعراس حيث شهدت صناعة القفطان نموا كبيرا وإقبالا متزايدا بعد قيام المصممين والمصممات المغاربة بايصاله إلى المحافل الدولية حيث خطف الأنظار بعاصمة الأنوار و الموضة باريس وبأسبوع الموضة بتركيا وبأبو ظبي وكذا بروكسل .. إذ تربع القفطان المغربي على عرش أهم ماركات الأزياء في العالم، بل وارتدته المشاهير والشخصيات العالمية، الأمر الذي فتح شهية مصممي الأزياء الغربيين أمثال؛ بالمان، وإيف سان لوران، وجون بول غوتييه، وغيرهم من الذين سارعوا إلى إدراج نسخ مطورة منه في كاتالوجات أعمالهم عاكساً حب المغاربة وتقديرهم للجمال، وقدرتهم على الحفاظ على إرث تاريخي في مجتمع عايش حقباً وحضارات مختلفة. ويساهم القفطان المغربي ب16 في المائة من صادرات المغرب من الصناعة التقليدية  ويجدر الإشارة إلى أن المغرب يقوم بتنظيم مجموعة من المحافل السنوية للاحتفاء بالقفطان المغربي ومنها مهرجان مراكش للقفطان المغربي والذي يعد أكبر محفل دولي للقفطان والذي وصل دورته الثالثة والعشرين ويحضره مصممي أزياء عالميين ليكتشفو جديد القفطان المغربي من صنع الأنامل المغربية.
- قفطان مغربي قديم
- قفطان الخريب المغربي
- قفطان مغربي قديم من متحف الباهية بمراكش
- قفطان مغربي من الحرير

### التكشيطة
التكشيطة لباس تقليدي مغربي طويل مكون من قطعتين تلبسه المرأة المغربية وخاصة في الأعراس والأفراح وتتميز أزياء التكشيطة بنوعية الأقمشة الفاخرة التي تستخدم في صناعتها، وألوانها الجريئة والمتناغمة، إضافة إلى التطريز بشكل كثيف أحيانا، وتلبس التكشيتة مع المضمة المغربية أو الحزام مع الحلي المغربي خاصة «حلي الشمار». هذا التصميم يراعي عنصر الاحتشام، من دون أن يؤثر في الجمال العام للزي، بل قد يضفي في كثير من الأحيان نوعا من الوقار والتألق. وتعتبر التكشيتة البيضاء بمثابة فستان الزفاف بالنسبة للعروس المغربية وتختم بها مجموعة الفساتين التي تلبسها ليلة عرسها.
- التكشيتة البيضاء : فستان زواج العروس المغربية
- سيدات مغربيات من مدينة فاس باللباس التقليدي مطلع القرن 20 : التكشيتة المغربية والقفطان المغربي.

### المنصورية
المنصورية هي من الأزياء التقليدية المتعارف عليها عند المرأة المغربية منذ قرون في المغرب، وتتكون من قطعتين الأولى قفطان ويكون من ثوب سميك والثانية تسمى المنصورية وتكون من ثوب شفاف غالبا أبيض كما يمكن أن يكون ملونا والقطع تختلف بحسب الفترات الزمنية وقد عرفت تطورا كبيرا منذ منتصف القرن الماضي حيث أصبحت إلى جانب القفطان موضة عالمية في الثمانينات بفضل المصممين المغاربة. وتختلف المنصورية عن التكشيطة القفطان في عدد القطع والخياطة
- ام السلطان المنصور المنصور الذهبي بلباس المنصورية
- لباس المنصورية

### المضمة
المضمة هي حزام ضمن اللباس التقليدي المغربي، حيث يلف حول الخصر ويعطي القفطان المغربي شكله ويزيد من جمالياته. أضحت المضمة ميزة ينفرد بها هذا الزي المغربي سواء قفطان أو تكشيطة. فمن دون المضمة، لا تكتمل أناقتهما.غالبا ما تكون المضمة مصنوعة من الحرير أو من أحد المعادن الثمينة كالذهب، الفضة أو ناذرا من النحاس، كما أن المضمة أحيانا تكون مزينة بالأحجار الكريمة كالياقوت، الزمرد واللؤلؤ. أشهر أنواع المضمات: المضمة الفاسية المصنوعة من الذهب والمضمة السوسية المدعوة «تاكست» المصنوعة من الفضة.
- قفطان مغربي بالمضمة المغربية
- المضمة الذهبية الفاسية
- مضمة ذهبية فاسية
- محل لبيع الحلي التقليدي المغربي بفاس

### الجابادور النسائي
الجابادور هو لباس رجالي أصبحت النساء المغربيات ترتديه أيضا ويكون على شكل قميص قصير تتوسطه منسوجات «السفيفة» و«العقاد» بدون غطاء رأس يلبس مع سروال طويل حتى قدميين.

### الكندورة
الكندورة المغربية لباس ذو أكمام قصيرة وتكون فضفاضة وطويلة. وأشهرها الكندورة المراكشية بألوانها الزاهية والصيفية. وتلبسها النساء المغربيات خصوصا بالمنزل.

### الشربيل
الشربيل هو النعل التقليدي النسائي المقابل للبلغة الرجالية، إلا أنه يختلف عنها في الألوان والتطريزات، حيث أنه أكثر زخرفة ورونقا حتى يتلائم مع باقي الألبسة النسائية. وتختلف تسميات الشربيل المغربي وأشكاله من منطقة إلى أخرى كالشربيل الفاسي والشربيل السوسي الذي يدعى «ادوكان» والشربيل الأطلسي وغيره.

### البرنوس أو السلهام
البرنوس أو البرنس هو معطف طويل من الصوف يضم غطاء رأس مذبب وليس به أكمام. وينتشر استعماله في منطقة المغرب الكبير وفي المغرب تستتر به العروس المغربية عندما تروح إلى منزل زوجها ليلة العرس وأشهر المدن المصنعة للبرنس هي فاس، مكناس.

### الحايك
الحايك أو الحائك (والأصل الحيك ويقال له التلحيفة أو املحاف أو ليزار) لباس تقليدي مغاربي ذو أصل أندلسي وأمازيغي، انتشر بشكل واسع في جميع أنحاء المغرب الكبير. وهو لباس من القماش الأبيض اللون تلتحف به المرأة لتستر سائر جسدها مع إضافة العجار أو اللثام وهو قطعة صغيرة من القماش تضعها المرأة لتغطي وجهها، كانت تلبسه بعض النساء أثناء قيامهن بالانتقال وحيدات لمسافات طويلة خارج منطقة السكن العادية. هذا اللباس كان دينيا أو تقليديّا يلبس عادة في السفر والتنقل. وتختلف أشكال الحايك وألوانه من مدينة إلى أخرى فمثلا في تطوان، شفشاون، وجدة والصويرة يكون الحايك أبيض اللون أما بمدينة تارودانت بسوس فالحايك يسمى «ليزار» ويكون أزرق اللون وبمدينة تزنيت يسمى «ادال» وبمنطقة دكالة عبدة الحايك يسمى «البطانية» ويكون أبيضا ومخططا باللون الأسود. بالموازاة مع ذلك، داخل البيت أو منطقة السكن كان يُلبس الجلابة وهو اللباس التقليدي الذي حافظ على درجة من الانتشار حالية.

### الحايك بمدينة فكيك
الحايك الفكيكي لباس مغربي أصيل منتشر بكثرة في قبائل الصحراء المغربية، وهو قطعة مستطيلة من الصوف الأبيض، يتراوح طولها ما بين خمسة وستة أمتار ولا يقل عرضها عن المتر ونصف المتر، تلفّه المرأة ليغطي جسدها كاملاً من قمة رأسها إلى قدميها؛ ويُنسج الحايك من صوف ذات جودة عالية مستخلصة من أغنام مناطق بوعرفة، وبرڭم، وعين بني مطهر، وتندرارة، حيث تكون النماذج الخاصة بأيام الحر ناعمة، بينما تكون النماذج المستعملة في أيام البرد خشنة.
وقد توارثت نساء واحات وقصور فـگـيڴ المغربية، ومنذ قرون، خبرات ومهارات في ميدان نسج قطع من الأزياء المتميزة، وفي مقدمتها الحايك للمرأة، والسلهام للرجل.

### لبسة الجوهر أو اللبسة الفاسية
اللباس التقليدي المغربي للعروس المغربية مزيج من الفخامة، الأصالة والإبداع من توقيع أنامل فنيّة مغربية تعرف معنى الجمال والرقي وتنقلنا إلى دنيا الترف والتفرّد لتقدّم للعروس في ليلة عمرها كلّ ما هو فريد ومميّز، وسط أجواء من الفخامة والتألق واللبسة الفاسية هي أحد هذه الرموز وتعبر عن تقاليد مغربية أصيلة موروثة أبا عن جد.
تكون «الكسوة د الجوهر» من «قفطان ضو الصباح» يشد على خصره حزام فاسي وذلك حتى لا يتأثر ظهر العروس من كل الثقل القادم، فوقه القفطان الفاسي المشهور «الخريب» الذي كان من اختصاص مصانع بن شريف.بفاس.بعد أن لبست العروس قفطان الخريب الثقيل، يسدل عليها من رأسها وشاح أثقل منه يسمى «قصبة بركاتو» وهو «بروكار» مطرز بالصقلي الفاسي، يسدل على جانبي العروس مع «المسيلكة» التي عن طريقها تستطيع النكافة إظهار مدى إتقانها «للكسوة د الجوهر». فهاته المسيلكة ثوب أبيض مطرز من الجوانب، مرفق بآخر أحمر يجب أن تأتي بشكل متواز مع قصبة بركاتو، بحيث يمكن الرؤية تحت كل هذا قفطان الخريب بتزييناته. بعد كل هذا تلبس الأكمام المسماة «كمام المانوص» وتثبت جيدا قبل أن تعود النكافة إلى الرأس من جديد، هذه المرة لتبدأ بتركيب التاج وتثبيته مع باقي القطع، قبل أن تسدل «ازراير الجوهر» مع «النواسي المشبك» الذي يكون قرب التاج وينسدل إلى جبين العروس.
القلادات لا توضع على العنق مباشرة بل توضع على الصدرية المسماة «بسيطة»، وهي مزينة بالذهب أيضا ولا يبقى بجيد العروسة سوى اللبة القلادة الجميلة المرصعة بالحجر الكريم اليشب أو مدجات د الجوهر. ويزين الجبين بالطابع الفاسي أو باللبة، كما نشير أنه سابقا كانت العادة أن يسدل خمار شفاف على وجه العروس.
يتطلب إعداد كسوة الجوهر وقتا طويلا من طرف النكافة، كما أنه يتطلب جهدا جهيدا من طرف العروسة التي تتحمل ثقل كل هاته الملابس، وقبل هؤلاء كيف لنا أن ننسى جهد «الدراز» الذي يتطلب منه إعداد متر من الخريب يوما كاملا، فما بالك بتفصيلة كاملة. كما يبرز دور الصائغين جليا خلال رحلة إعداد الكسوة، وهم صانعو المجوهرات والحلي الثمينة التي تشكل جزءً لا يتجزأ من التراث الفاسي.

### الشدة التطوانية
الشدة التطوانية تقليد أصيل، فهو لباس العروس في ليلة زفافها، ولباس الطفلة في مناسبتين إثنيتن، لحظة بلوغها سن السابعة من العمر، أو في أول أيام صومها رمضان الكريم وتكون ليلة القدر المناسبة السانحة لعدد من الأسر، لتزين بناتها وتحتفل بهم من خلال «الشدة». تتكون الشدة التطوانية من قفطان الحاج عمر المغربي وحزام البروكار الفاسي أو المضمة حلي مغربي تقليدي كثيف منه عقد 'الجوهر" و"اللبة" و"الخلايل" و"الخرسة" وتغطي التطوانية شعرها بغطاء "السبنية د الكنبوش«أو» السبنية د البحر«وتتبثها ب» العصابة«وأخيرا تضيف» التخليلة' التي تعتبر لباس الأميرات بالمغرب. تلبس الشدة بمدينة طنجة أيضا وتختلف على التطوانية في شكل حلي الرأس وكذا تصنع الحلي من الذهب بدل الفضة.

### لباس الحضرة الشاونية أو الشفشاونية
لباس الحضرة الشاونية أو كما يسمى أيضا «الشدة بالطاكون» هو زي تقليدي خاص بمدينة شفشاون تلبسه المورسكيات أثناء «الحضرة» وهو فن موسيقي في المغرب يقتصر على النساء، حيث يلتقين في العديد من المناسبات داخل البيوت والزوايا لإقامة طقوس الأذكار والمديح والتبرّك بالله عبر ابتهالات يغلب عليها الطابع الصوفي. يتكون لباس الحضرة الشاونية من قفطان مغربي من نوع الحاج عمر غالبا وحزاما مزكشا عريضا من الحرير أو البروكار و«الحراز» وهو عصابة أنيقة من الثوب الأبيض المطرز و«السبنية السويسة» طرحة حريرية تلبس تحت «الحراز» وتتميز بهذوب تتدلى من جوانبها إضافة إلى حلي «جوهر فرسانة». وترتدي المرأة الشاونية الشربيل المغربي الشهير.

### الزي الجبلي
يرتبط الزي المغربي التقليدي في أذهان البعض بصورة الجلابة سواء رجالية أو نسائية وصورة القفطان المغربي لكن الحقيقة أن اللباس المغربي فسيفساء من ثقافات مختلفة تصاهرت فيما بينها. في شمال المغرب خصوصا مدينة طنجة وتطوان وشفشاون، ونظرا إلى أن هذه المنطقة استقبلت الموريسكيين بعد سقوط الاندلس من يد المسلمين، فنساءها يرتدين لباسا ذو أصول أندلسية يدعى الزي الجبلي.
يتكون الزي الجبلي المغربي من «المنديل» أو «اتازير» وهو ثوب مخطط بالأحمر والأبيض تغطي به النساء جزءهن السفلي من الوسط حتى القدم ويحكى أن خلال عمليات الطرد والترحيل حزمت الموريسكيات فيه أمتعتهن، وبقي لحد اليوم ثوبا تتزين به نسوة مناطق الشمال المغربي .ويصاحب الزي النسوي الجبلي قبعات كبيرة مصنوعة من سعف النخيل ومزينة بخيوط ملونة من الصوف، وحزام أحمر مصنوع من الصوف الحر تلفه الجبليات حول خصرهن يدعى«الكُرْزِيَّة» و«المِلْحَف» وهو ثوب أبيض يوضع على الكتف على طريقة «الفارو» عند الغربيات وأتباعهن إضافة إلى الشربيل الجبلي المصنوع من الجلد المزخرف والملون. أما الجلابة الجبلية فتكون قصيرة نوعا ما عن نظيراتها في المدن الأخرى وفضفاضة أكثر. ولازالت لحد اليوم النسوة الجبليات الموريسكيات في الشمال المغربي ترتدين هذا الزي الفريد ويحترفن غزل وحياكة المنديل جيلا عن جيل ويحافظن على هذا التراث الأصيل

أما الزي الرجالي في جبالة فهو جلابة قصيرة وفضفاضة تسمى القشابة..
- الشاشية والحايك الجبلي
- لوحة جدارية لمرأة باللباس الجبلي
- أطفال من جبالة

### اللبسة السوسية
تتميز القبائل الأمازيغية في المغرب، وخاصة في منطقة سوس بارتداء نسائها وفتياتها لباسا خاصا بكل قبيلة وقرية، بشكل يجعل أهل المنطقة يتعرفون على قبيلة المرأة من لباسها، سواء تعلق الأمر باللباس اليومي، أو اللباس الخاص بالمناسبات إذ تشكل اللبسة السوسية إلى جانب لبسة الجوهر الفاسية والشدة التطوانية والتكشيطة البيضاء أهم ازياء العروس المغربية بكافة أرجاء المملكة المغربية وتتكون من:
- قفطان اسملال أو اشايت: وهو قميص أحمر اللون ومزركش بالطرز السوسي الذي يعتمد على خيوط الصوف الملونة بالأحمر والأصفر والأخضر.
- الصاية: تنورة طويلة باللون الأبيض و الأسود مزركشة بالطرز السوسي والقيطان وتلبس فوق قفطان اسملال.
- القطيب: قطعة ثوب مربعة حمراء من الحرير تغطي بها المرأة السوسية شعرها.
- أدال: ثوب طويل أبيض يصل إلى القدمين تستر به المرأة السوسية جسدها ورأسها.
- ايدوكان: وهو الشربيل أو الحذاء السوسي.
و أهم ما يميز اللبسة السوسية هو الحلي الأمازيغي الفضي ويختلف هذا الأخير من منطقة إلى أخرى (سوس والأطلس والريف واسامر) وكذا من قبيلة إلى أخرى بنفس المنطقة ويصنع من ''النقرة'' أو الفضة وخصوصا بمدينة تزنيت بسوس ونجد:
- تاونز: التاج السوسي المصنوع من الفضة والمرجان وقد افتتحت الدورة التاسعة لمهرجان تيميزار بمدينة تيزنيت 2018، بعرض أكبر تاونزا اة تاج فضة سوسي.
- تزرزيت : الخلالة الأمازيغية السوسية الفضية وتزين الصدر وتتخذ شكلا كبيرا بمدينة تزنيت.
- تانبالت : أساور فضية
- تخرسين أو ادواحين : اقراط فضية 
- تزلاكت، اسرسل وأحلاب : أنواع مختلفة من العقد الفضي وباللوبان الحر.
- تاكست : المضمة أو الحزام الفضي السوسي التي تم صنع أكبر موديل منها بتزنيت.

أما بقبائل ايت باعمران فترتدي النسوة لباس يدعى «النكشة البعمرانية» أكثر ما يميزه هو حلي الجبين «اسني» الذي يتخذ شكل قرون فضية. وبمنطقة تافراوت ترتدي النساء «تاملحافت» ثوب طويل باللون الأسود أو الأبيض.

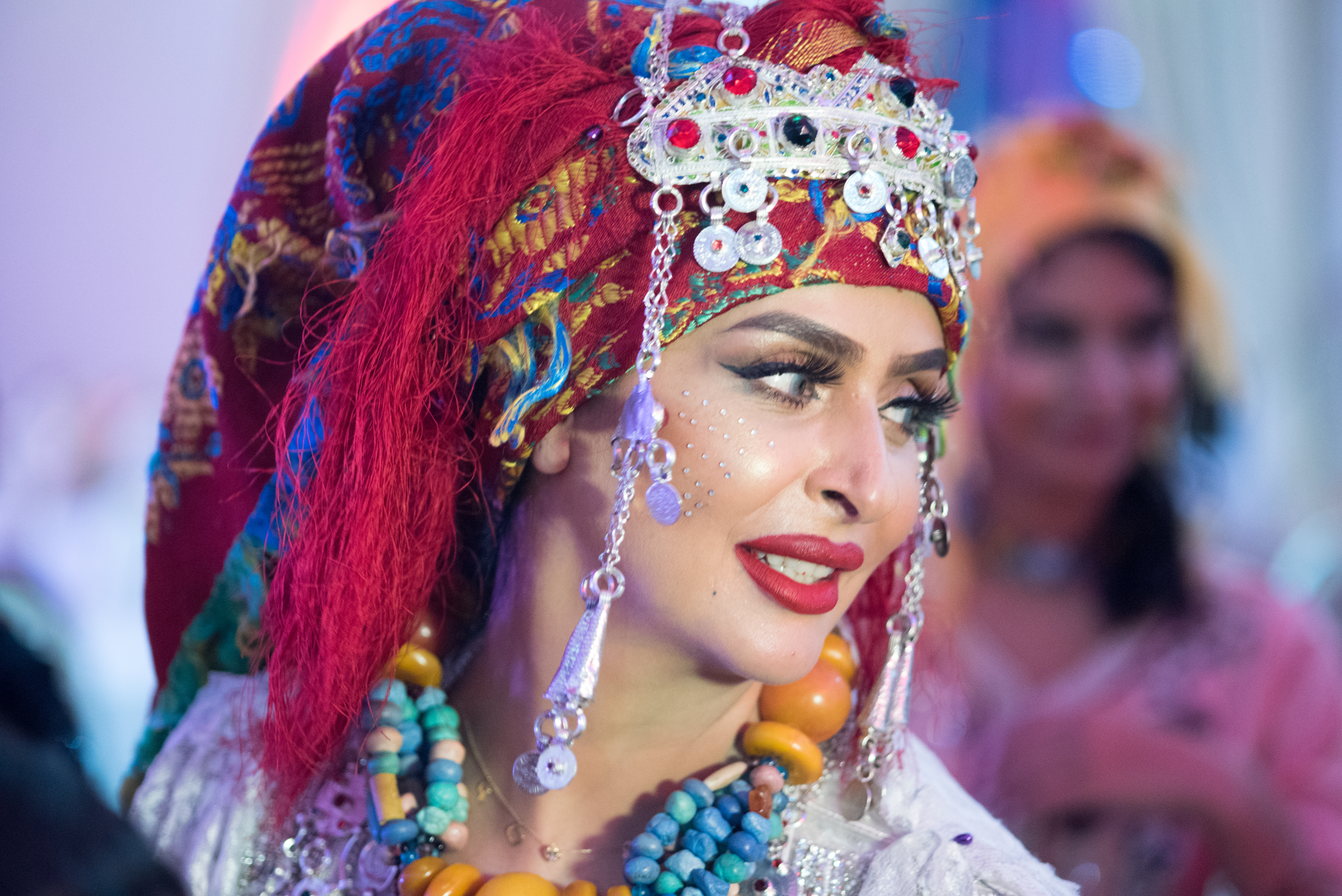
عروس سوسية بالتاج السوسي "تاونزا" و"القطيب"
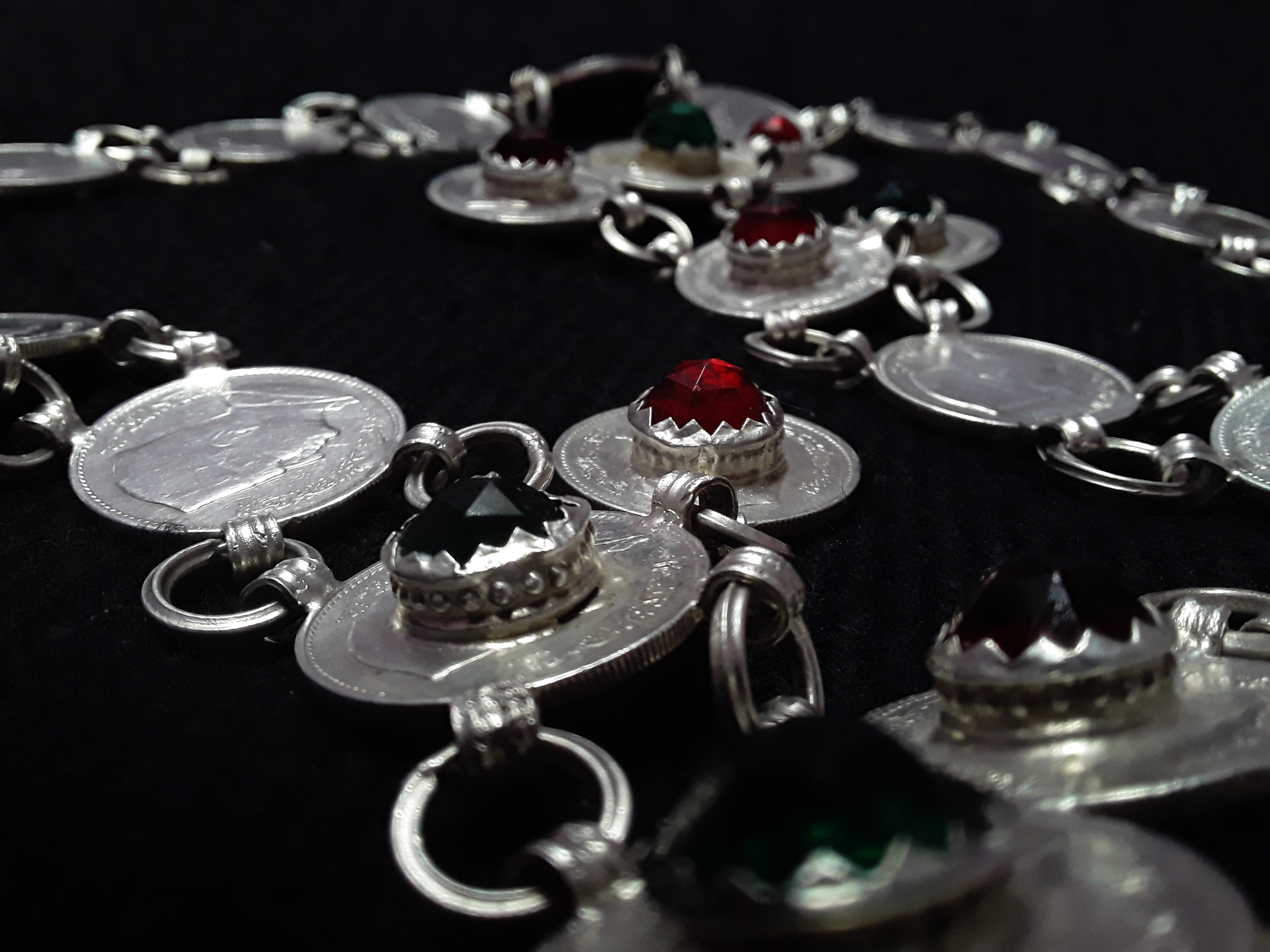
حلي أمازيغي من سوس

### اللبسة الأطلسية
تعتبر منطقة الأطلس المتوسط من أكثر مناطق المغرب الزاخرة والغنية بالتراث المادي والغير مادي مثل الشعر (ايزلان) والفن الموسيقي كرقصة أحيدوس الشهيرة. بل تعرف هذه المنطقة الجميلة زخما قويا من حيث الأزياء والأطباق المتنوعة التقليدية.. بالإضافة إلى صناعتها الفريدة للزرابي الفاخرة ويتكون زي المرأة الأمازيغية بالأطلس المتوسط من :
- ثاحنديرث / احندير أو الحنديرة : وهو نوع مميز من أنواع الكاب الأطلسي الشتوي المصنوع من الصوف والمطرز بالتطريز الأطلسي المحلي الأصيل والمرصع ب «الموزون» وهو رقائق فضية اللون تضفي اللمعان والجمالية.. غالبا ما يكون باللون الأبيض أو الأصفر مزخرف بالطرز الأمازيغي الأطلسي حيث يكون مشدودا بخيط حريري من جهة الصدر كما ترتديه العروس في يوم زفافها مع فستان الشقّة..
- الشقّة / تاشوقت: إنه الفستان التقليدي المعروف لقبائل الأطلس المتوسط ويعد اللباس الرسمي لحفلات فن أحيدوس العريق ويكون مصنوع من الأثواب الفاخرة الحريرية ويكون طويلا ومنسدلا على الأرض ليضفي نوعا من الهيبة والحشمة للمرأة الاطلسية.
- ليزار : وهو ملحفة أطلسية مصنوعة من النسيج الأبيض أو ثوب الثليجة الأبيض تلبسها المرأة الأطلسية تحت كاب ثاميزارث أو ثاحنديرث بالنسبة للعروس في المناسبات كما تلبسه كذلك بالحياة اليومية...
- أباقاس : هو بمثابة «الشمار الاطلسي» المميز للمنطقة مصنوع من الصوف وخيوط حريرية ومرصع بالموزون اللامع يلبس مع فستان الشقة بحفلات رقصة أحيدوس والأعراس المحلية.
- افكاس : وهو حزام تقليدي مصنوع من الحرير يوضع فوق الخصر.
- ثاسبنيت : طرحة أطلسية مزركشة تكون باللون الأصفر أو الأحمر مصنوعة من الثوب الحريري الناعم ترتديها النساء والفتيات لتغطية شعورهن وتوضع فوقها حلي الرأس الفضية الأطلسية.
- تبرباشت : حذاء أطلسي مزخرف بألوان زاهية ومرصع بالموزون الفضي الذي يضفي عليه طابع اللمعان.
أما الحلي الأمازيغية التقليدية بمنطقة الأطلس فتختلف عن باقي الحلي الأمازيغي وتتكون من:
- ثامدلال / ثاساست : تاج فضي تقليدي يوضع فوق الرأس يتميز بتصميم على شكل دوائر تسمى تكرشت.
- ثاسديت : قلادة فضية توضع فوق الصدر وتتخذ أشكالا مختلفة بحسب كل قبيلة.
- العنيبراث /ثيسغنست : خلالة تقليدية تصنع من الذهب الخالص تربط بالبرميل وترصع بالمرجان الأحمر خاصة بقبيلة زيان..
- ثيسرناس : وهي نوع مميز من الخلالة الفضية التقليدية تستخدم لشد ملحفة ثحرويت من أعلى الكتفين أو توضع فوق ثاميزارت خاصة بمنطقة املشيل.
- تازرا ن تكرشت : قلادة أطلسية مصنوعة من عقيق يسمى عقيق التفاح وتتدلى منها تكرشت أو تكرشين وهي النقود الفضية..
- ثنبالين : دمالج أطلسية تقليدية مصنوعة من الفضة.
 

-الموزون : هو حزام تقليدي مصنوع من خيوط الصوف يوضع على الخصر، يستعمل للرقص من قبل النساء خاصة في المناسبان و الأعراس وكذالك في المهرجانات. 

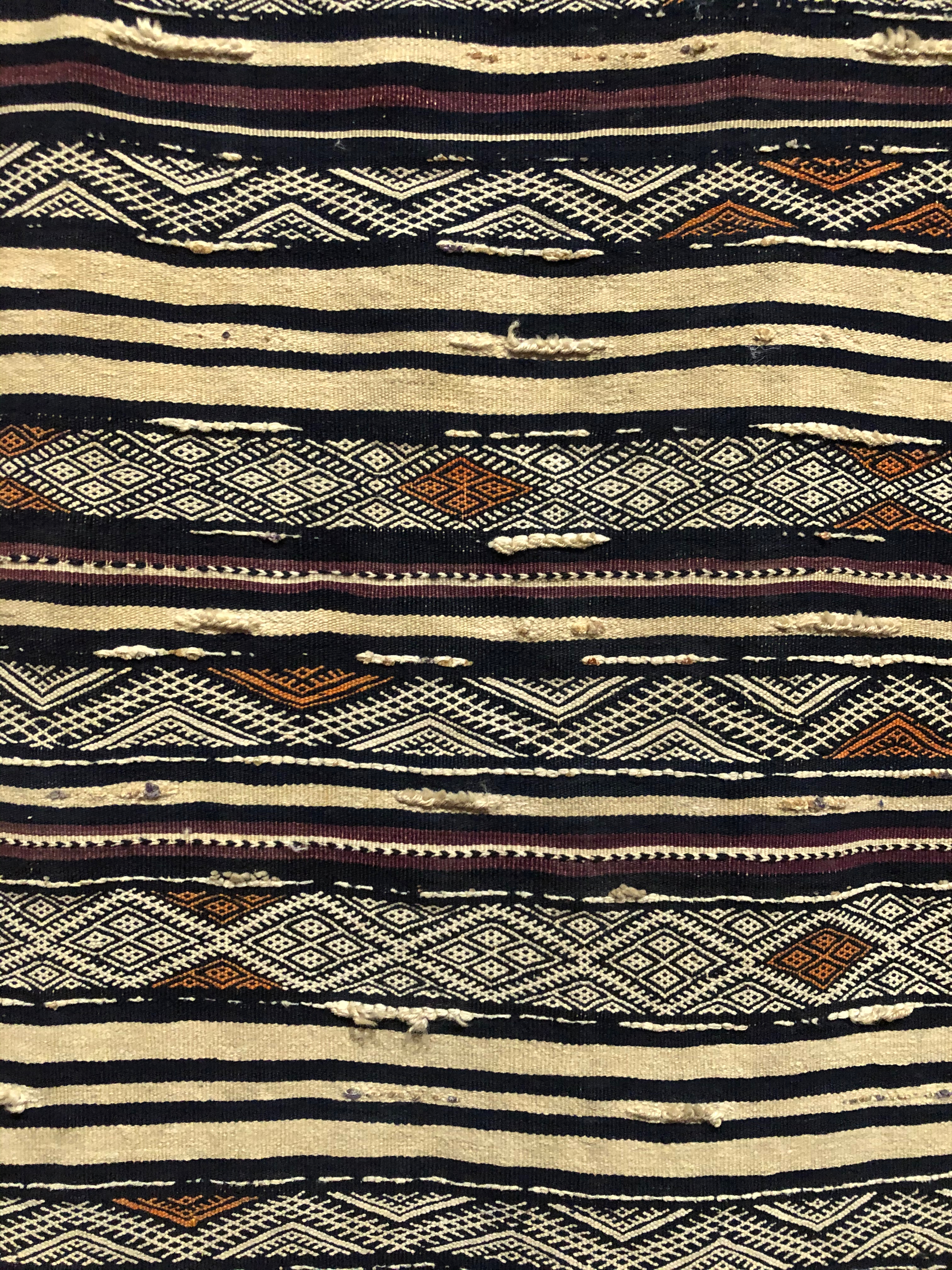
ثوب الحنديرا الأطلسي
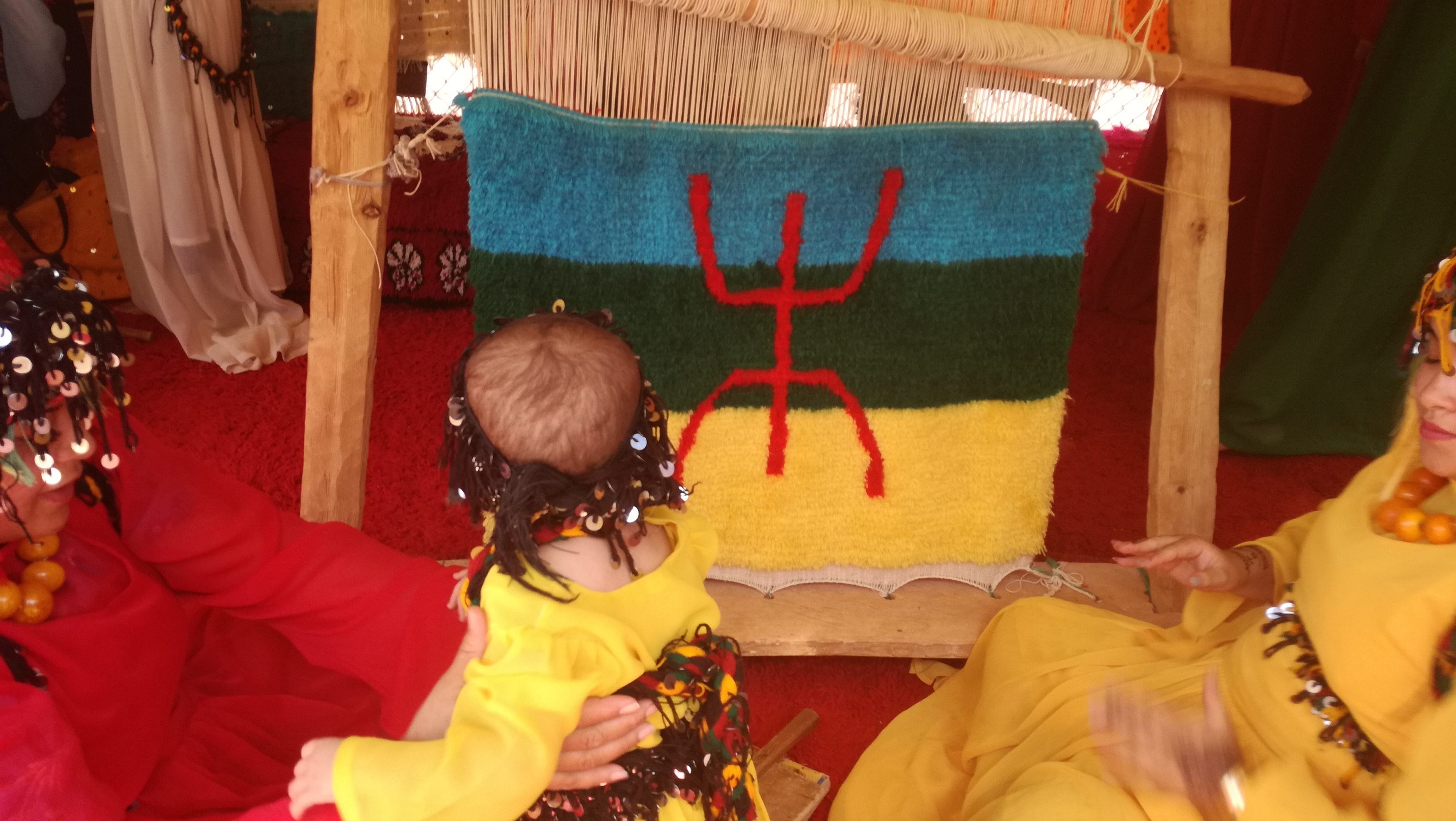
نساء من الأطلس يرتدين فستان "الشقة" والشمار "اباقاس"

### اللبسة الريفية
المرأة الأمازيغية وعلى حسب المناطق المنتمية إليها اكتست ملابسها وحليها صبغة نابعة من صميم التراث الأمازيغي، ونذكر تحديدا منطقة الريف شمال شرق المغرب التي تميزت النساء الأمازيغيات فيها بزيهن التقليدي الذي لازالت تحافظ عليه المرأة الآن في بعض المناطق الريفية ويختلف لباس المرأة الريفية حسب العمر ويتكون غالبا من:
- لباس من قطعتين أو التكشيطة يسمى الداخلي بـ «ثقنداث» والفوقي ب«الدفين» وكان يتميز بألوانه المختلفة التي تزيد المرأة الريفية جمالا وغالبا ما يكون أبيض اللون.
- سروال نتينغي : سروال فضفاض يصل إلى الركبتين.
- تاسبينت: قطعة قماش من الحرير تغطي به شعرها
بالنسبة للحلي الامازيغي الريفي فيتكون من :
- تمريست : قلادة فضية طويلة محاطة بنقود فضية على الجهتين تتوسطها «ثشفاث» التي تأخذ شكل سلحفاة
- تسغناس : مشابك أمازيغية في«الدفين»
- تخرازين ن وذمام ن الحر : حلقات تأخذ شكلا دائريا وكبيرة شيئا ما تحمل في أسفلها النقود الفضية التي تتوسطها حبات من العقيق الحر.
- ثمقياسين ن رحروش: أساور على شكل مستدير ومسنن.

### البلوزة الوجدية
البلوزة الوجدية لباس تقليدي نسوي منتشر بجهة الشرق بالمملكة المغربية، وبالأخص بمدينة وجدة والبلوزة قماش يخاط به الثوب ويضاف إليه الصدر المطرّز ومرصع بالأحجار الملونة ومعبأ بالعقيق. وهو لباس شبيه بالبلوزة الوهرانية، يعكس عمق الروافد الثقافية والإبداعية للمرأة في هذه المنطقة منذ القدم. فالبلوزة متأثرة بالهجرات الأندلسية المتعددة وبالخصوص الهجرة التي وقعت بعد طرد الموريسكيين من إسبانيا وتمركزهم بالمنطقة، كما يظهر جليا في اسم هذا اللباس بلوزة (بالإسبانية: blusa). تستضيف مدينة وجدة سنويا مهرجان خاص بالبلوزة الوجدية يهدف إلى “إعطاء إشعاع وطني للباس البلوزة” وتطويره ليساير العصر والموضة، في أفق تسهيل تسويقه كونه “تراثا خاصا بالمرأة الشرقية”.

### لباس منطقة أسامر (الجنوب الشرقي المغربي)

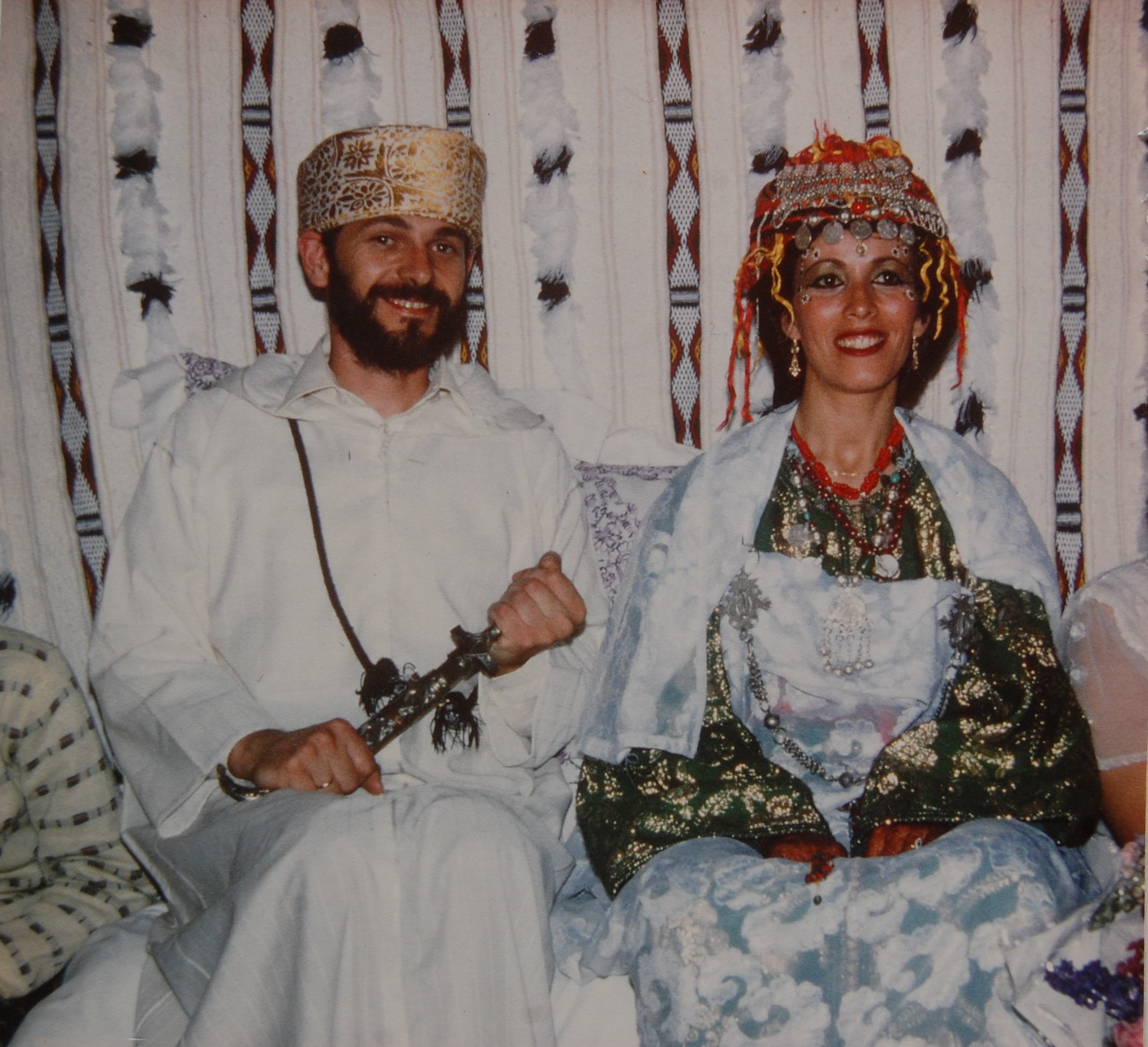
عروس مغربية من الجنوب الشرقي بلباس احوري

تتميز المرأة الأمازيغية من الجنوب الشرقي بلباس مميز عن باقي المناطق بالمغرب ويسمى هذا اللباس «احوري» وهو ايزار أو ثوب أبيض يحزم بحزام غليض يشترك فيه اللونان الأحمر والأخضر يسمى «تسمرت» ويتدلى منهما جانبا مجموعة من الخيوط تسمى «ابزان» وبالنسبة للحلي تتوين بعقد من اللوبان الحر وأساور فضية.
و من أهم أزياء المرأة الأمازيغية بمنطقة أسامر نجد لباس «تاحوريت» وهو رداء أسود مطرز بالألوان ترتديه خاصة نساء قبيلة تي أيت عطا وأيت مرغاد وطريقة تزيينه تساعد على التمييز بين المرأة المتزوجة والعازبة.

### الملحفة الصحراوية
هي ثوب طوله أربعة أمتار وعرضه لا يتجاوز المتر الواحد والستين سنتيمتر تلبسه المرأة الصحراوية أينما حلت وارتحلت. لكن ليست كل الملاحف متشابهة، ذلك أن المرأة الصحراوية تميز بين ملحفة المناسبات والملحفة التي تلبس يوميا بالخيمة وبدون مناسبة، كما أن المرأة الصحراوية تميز بين ملحفة المرأة الشابة وملحفة المرأة كبيرة السن
في قديم الزمان كان للفتيات الصحراويات لباسا شبيها بالدراعة وهو يتكون من قطعتين بلونين مختلفين، أزرق وأسود، مع «ظفيرة» واحدة، وعند بلوغها سن الرشد تلبس الشابة الصحراوية الملحفة إلى حين زواجها. وتلبس الملحفة أيضا من طرف المرأة الأمازيغية المغربية وتختلف طريقة لباسها وألوانها عن الملحفة الصحراوية فمثلا بمنطقة تافراوت بسوس تلبس النساء «تاملحافت» وهو ثوب طويل من اللون الأسود غالبا المطرز بألوان مختلفة بينما تلبس النساء تاملحافت بيضاء اللون في المناسبات والأعياد.
وعموما لم يحدث تغيير كبير على طريقة لباس الملحفة، وتنحصر التغييرات على نوع الثوب الذي تصنع منه الملحفة، كما أدخلت عليها تطورات تساير الركب الحضاري الذي عرفته المرأة المغربية.

### الكسوة الكبيرة
الكسوة الكبيرة  أو البربيسكا هي اللباس التقليدي الخاص بنساء يهود المغرب ويتكون اللباس من خمسة أجزاء : تنورة، سترة، مشد، الأكمام وحزام. جميع هذه القطع مصنوعة من الأقمشة المخملية والحرير باللون الأسود والأحمر والأرجواني والأخضر والأزرق ومطرزة بطرز النطع الفاسي بالإضافة إلى المجوهرات الذهبية كالتاج الذهبي الخاص باليهوديات والشربيل المذهب.

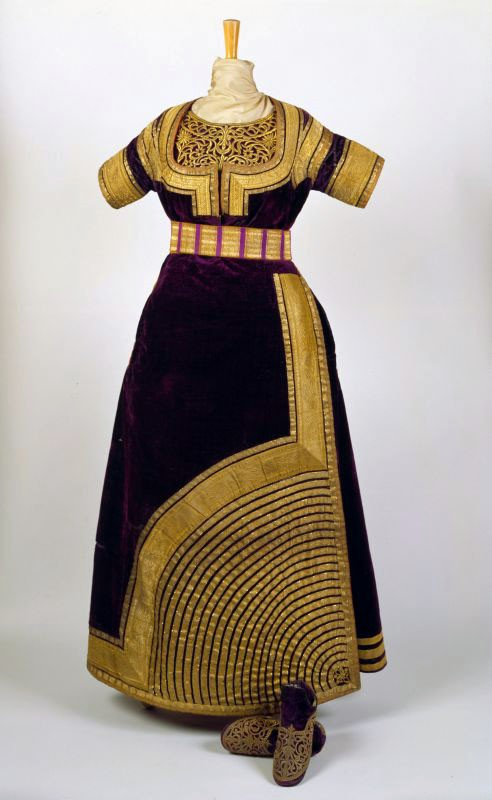
الكسوة الكبيرة من مدينة تطوان
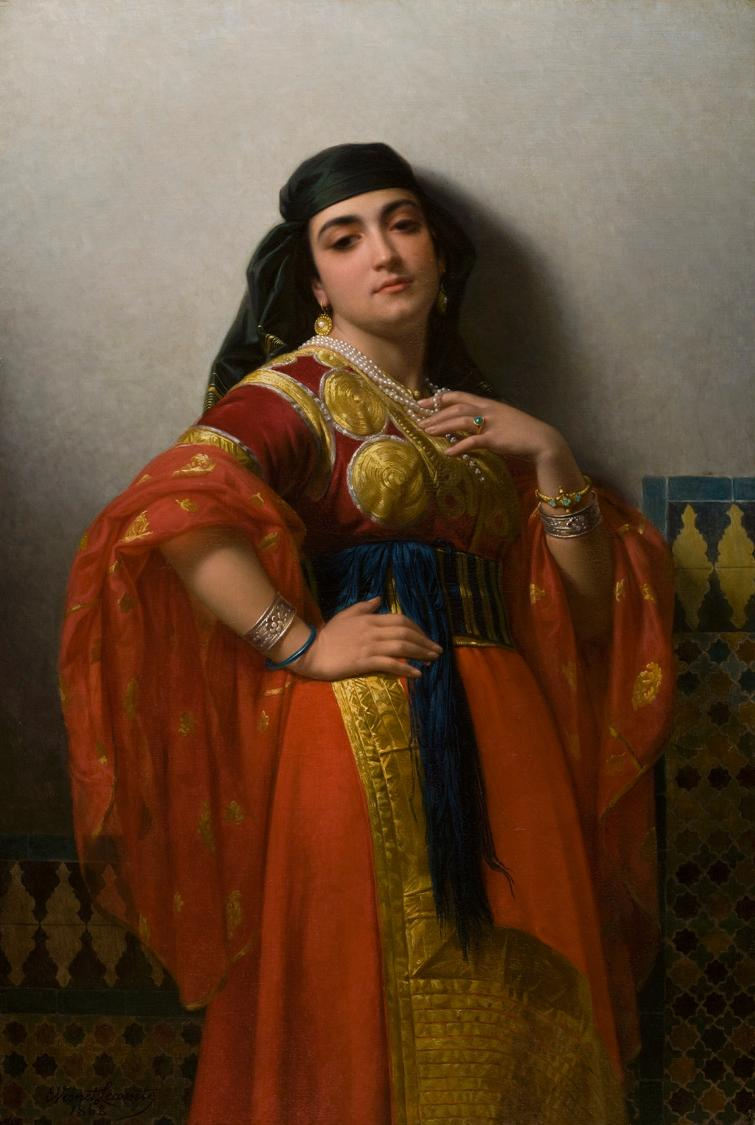
لوحة ليهودية مغربية بلباس الكسوة الكبيرة